# PZL P.1
PZL P.1 (PZL P-1) – prototyp jednomiejscowego samolotu myśliwskiego konstrukcji inżyniera Zygmunta Puławskiego. Pierwszy z samolotów rodziny myśliwców z polskim płatem takich jak PZL P.7 czy PZL P.11 (myśliwce typu P).

## Historia

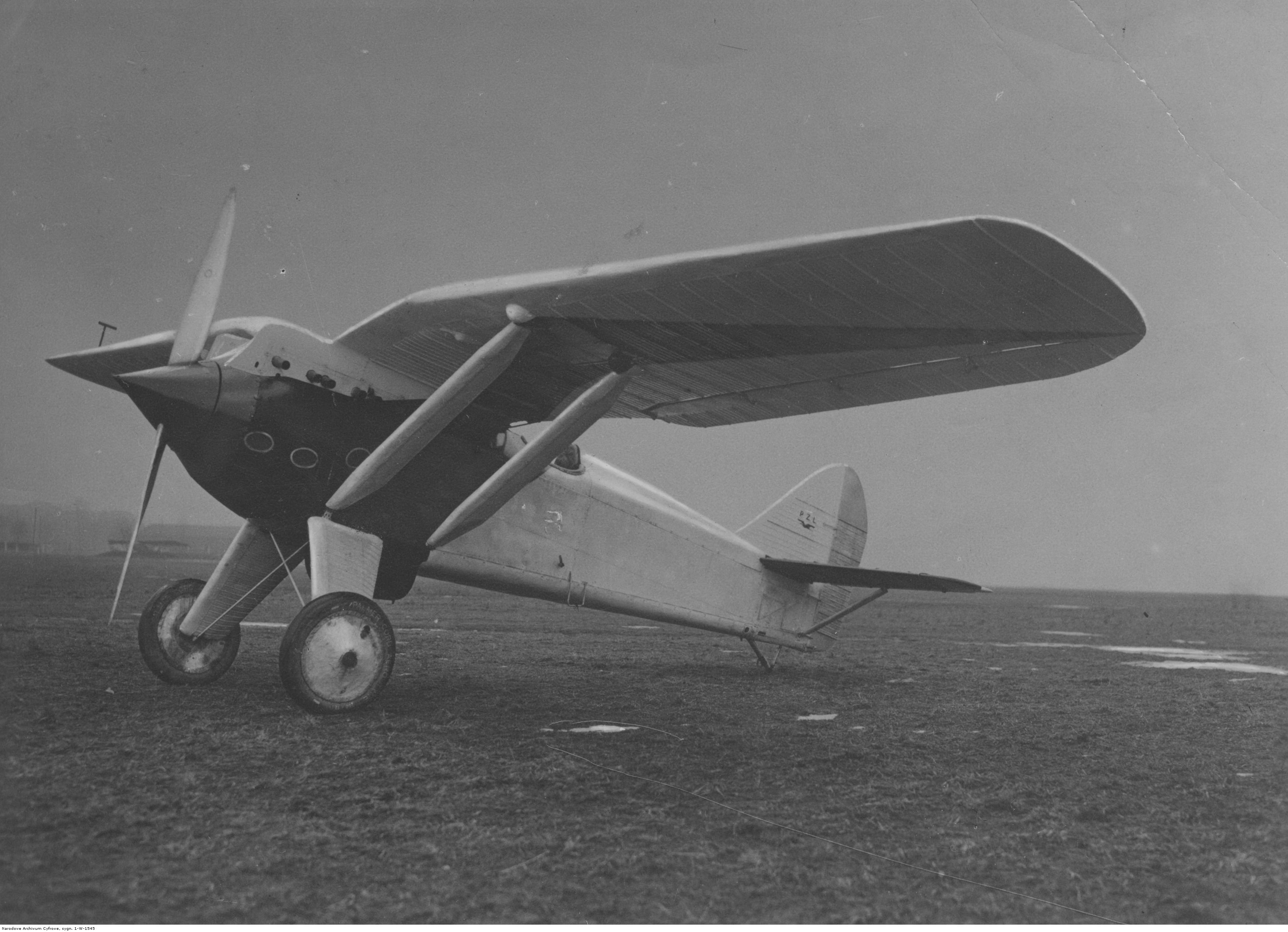
Drugi prototyp

Samolot myśliwski PZL P.1 był pierwszym myśliwcem zaprojektowanym przez inżyniera Zygmunta Puławskiego oraz pierwszą samodzielną konstrukcją Państwowych Zakładów Lotniczych. Prototyp został oblatany w sierpniu 1929 roku przez pilota doświadczalnego Bolesława Orlińskiego. Podczas pierwszego oblotu doszło do odkształcenia się noska płata i pilot z dużym wysiłkiem wylądował ratując konstrukcję przed zniszczeniem. W marcu roku 1930 oblatano drugi, ulepszony prototyp. Prototyp ten został zademonstrowany podczas Międzynarodowego Konkursu Samolotów Myśliwskich w Bukareszcie, gdzie uzyskał czwarte miejsce, wykazując jednak szereg zalet. PZL zgłosiły protest, wykazując iż błędy popełnione przez komisję konkursową wypaczyły ostateczny wynik.
Mimo międzynarodowego zainteresowania nie został wprowadzony do produkcji. Konstruktor i PZL przystąpiły do opracowywania jego wersji rozwojowych, zaś w produkcji znalazł się myśliwiec PWS-10, jako konstrukcja dopracowana do produkcji seryjnej, gotowa już do użytku w jednostkach bojowych.

## Służba w lotnictwie
Nie wszedł do produkcji, nigdy nie służył więc w lotnictwie polskim.

## Opis techniczny
Jednomiejscowy, całkowicie metalowy (duralowy) górnopłat zastrzałowy ze  skrzydłem typu „płat Puławskiego” lub „płat polski”. Podwozie samolotu klasyczne dwukołowe stałe z płozą ogonową. Kabina pilota jednomiejscowa, otwarta. Silnik widlasty Hispano-Suiza 12Lb o mocy 640 KM. Uzbrojenie stanowiły 2 Vickersy 09/18 7,92 mm.

## Wersje
- PZL P.1/I – samolot myśliwski, pierwszy prototyp.
- PZL P.1/II – samolot myśliwski, drugi ulepszony prototyp.